# Vittoria (Reifenhersteller)

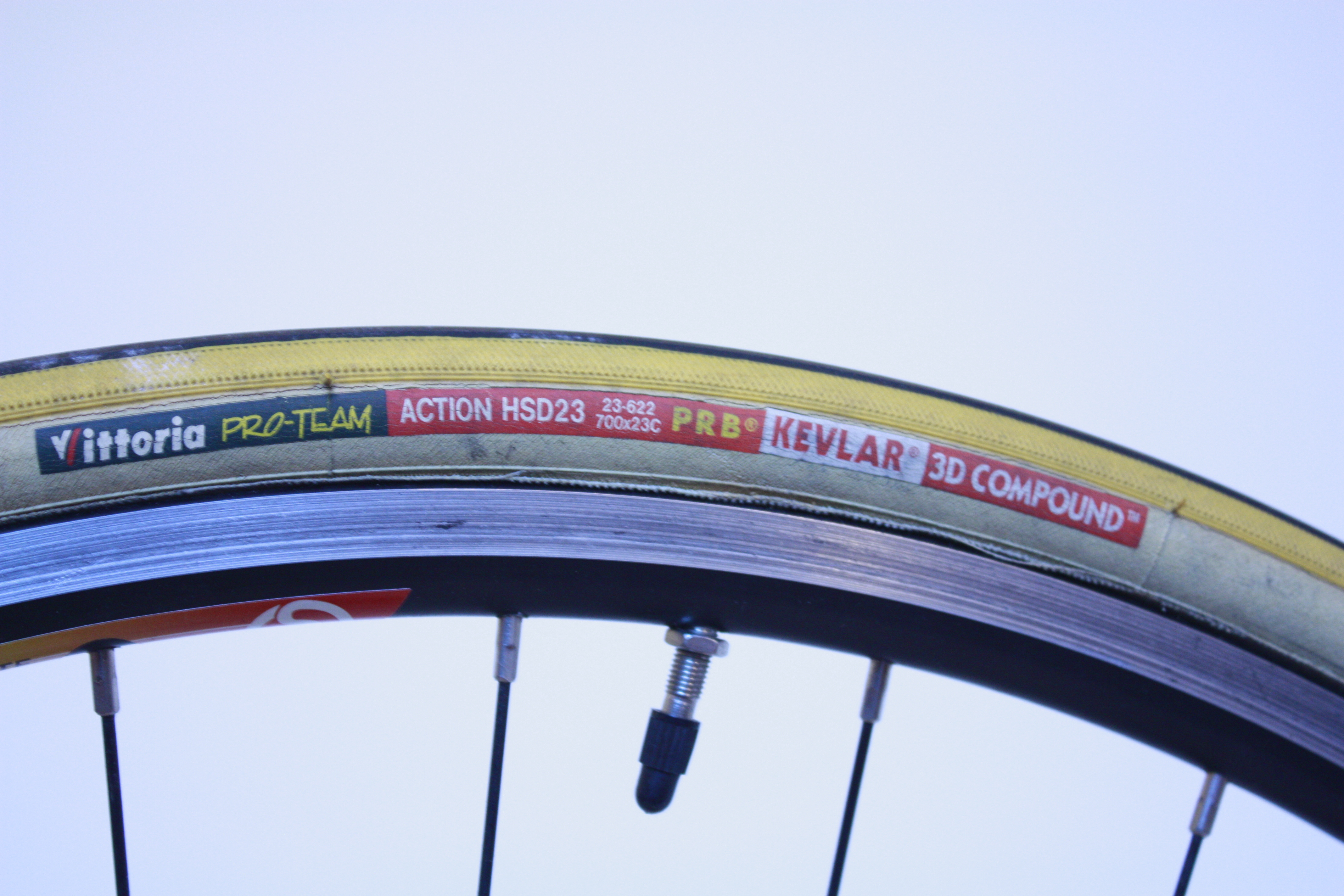
Rennradreifen von Vittoria

Vittoria S.p.A. (Vittoria, italienisch für Sieg) ist ein italienischer Fahrradreifenhersteller. Vittoria hält die beiden Markennamen Vittoria für Straßen- und Geax für Mountainbikereifen. Zudem werden ihre Produkte in Italien unter den Labels 3T, Fox und Northwave verkauft, in den USA als 3T und Selle Italia.
Seit 1953 produziert Vittoria in enger Zusammenarbeit mit italienischen Fahrradherstellern Reifen. Vittoria beschäftigt weltweit mehr als 1000 Mitarbeiter. Jährlich werden 7 Millionen Reifen, 900.000 Schlauch- und Baumwollgewebereifen hergestellt. Die Firma hat eigene Werke in Thailand und Handelsvertretungen in den USA (Boston), in Asien (Bangkok) und in Europa (Italien, Niederlande und Deutschland).

## Unternehmensteile
- Vittoria S.p.A., in Madone, Italien
  - Vittoria Industries North America Inc., in Boston, USA
  - Lion Tyres (Thailand) Co. Ltd., in Bangkok, Thailand
  - Vittoria Industries Ltd., in Hongkong
  - Vittoria Logistics Taiwan, in Taipei und Taichung, Republik China (Taiwan)